# Alpinia boia
Alpinia boia är en enhjärtbladig växtart som beskrevs av Berthold Carl Seemann. Alpinia boia ingår i släktet Alpinia och familjen Zingiberaceae.
Artens utbredningsområde är Fiji. Inga underarter finns listade i Catalogue of Life.